# Jameson
«Дже́месон» (англ. Jameson) — бренд традиционного ирландского виски. Винокурня Джона Джеймесона была основана в 1780 году в столице Ирландии — Дублине. В настоящее время виски производится в New Midleton Distillery в графстве Корк. Самый популярный ирландский виски в мире, в 2019 году было продано более 8 млн ящиков.

## История

### Появление виски Jameson
Во второй половине XVIII века столица Ирландии начала своё активное развитие. Вместе с остальной экономикой бурно развивалось и производство ирландского виски. Объёмы легально произведенного в Ирландии виски возросли со 150 тысяч галлонов в год в 1730-е годы до 3,7 миллионов в 1795 году. Одним из предпринимателей, решивших заняться этим бизнесом, был Джон Джеймесон.
Джон Джеймесон был женат на Маргарет Хейг, дочери Эндрю Хейга, владельца пяти винокурен, а один из родственников Джеймесона стал партнером Хейга. В итоге Джеймесон открыл собственную винокурню на Боу Стрит.

### XIX век
У Джона Джеймесона с Маргарет было четверо сыновей. Второй сын Джеймесона, также Джон, вскоре после своей свадьбы стал партнером своего отца, и семейное предприятие стало называться John Jameson & Son.
В ирландской алкогольной индустрии в это время наблюдался настоящий бум. В 1811 году объёмы произведённого виски составили 6,4 миллиона галлонов, и в том же году на винокурне Джеймесона на Боу-стрит был установлен гигантский по тем временам перегонный куб емкостью 1256 галлонов. В течение последующих нескольких лет компания потратила ￡4000 на инновации и расширение производства. Акцизный акт 1823 года способствовал развитию крупных винокурен, существенно ограничив конкуренцию со стороны нелегальных производителей, и компания John Jameson & Son стала вторым крупнейшим производителем виски в Ирландии. В том же году в возрасте 83 лет Джон Джеймсон скончался, и управление бизнесом полностью перешло к Джону-младшему.
В XIX веке ирландский виски считался более качественным, он был мягче и легче шотландского, кроме того, его было дешевле и быстрее поставлять — морское сообщение между Дублином и Англией было налажено гораздо лучше, чем связи между Лондоном и отдаленными районами Шотландского Нагорья. Поэтому в Англии предпочитали именно виски из Ирландии, а не из Шотландии.
В старости Джон Джеймесон — младший передал бразды правления своему сыну Джону III (которого позже сменил ещё один Джон Джеймесон, уже четвёртый за несколько поколений).
Винокурня на Боу-стрит нуждалась в скорейшем расширении — спрос на виски Jameson начал превышать предложение. К 1887 году компания занимала территорию в пять акров. Благодаря книге Альфреда Барнарда, до наших дней дошло детальное описание винокурни John Jameson & Son середины XIX века: «Рабочие в спешке носятся от цеха к цеху, повозки вывозят виски со складов, целая площадь загромождена бочками всех размеров — мы не без труда пробрались через всю эту суматоху к офисному зданию, в котором нашли просторные комнаты для управляющих партнеров и клерков».
Один из управляющих менеджеров — скорее всего им был Джон Джеймсон IV — устроил для Барнарда экскурсию по вискикурне. Подивившись на четырёхэтажное хранилище зерна, журналист был ещё более удивлен, услышав, что у Джеймсонов есть три другие солодильни и две печи в Дрогеде, которые «по своим размерам намного больше того, что можно увидеть здесь». Журналисту продемонстрировали зернохранилище, мельницу с четырьмя парами жерновов, заторные чаны, бродильные чаны вместимостью в 35 000 галлонов каждый и, конечно же, перегонные кубы. Как отметил Барнард, кубы нагревались не только углем, но и вырабатываемым на предыдущих этапах паром, что для того времени было революционным нововведением.
Предприятие было автономным. В комплекс вискикурни входили все необходимые для производства виски подразделения — бондарный цех, кузница, лесопилки, магазины для инженеров, плотников и красильщиков. «Эта компания делает собственные повозки и тележки, — писал удивленный Барнард, — самостоятельно ремонтирует оборудование и строит новые здания».
Джеймесоны были крупнейшими работодателями в Дублине — и при этом весьма заботливыми. «На вискикурне трудится более трехсот рабочих, и очень примечательно, что сотрудников компании не прогоняют с работы за мелкие нарушения, только за исключительно серьёзные проступки. Мы увидели среди рабочих много крепких и жизнерадостных стариков, одному из которых исполнилось 86 лет». Совет директоров по-прежнему состоял в большинстве своем из представителей семьи Джеймсонов, включая Джона Джеймсона, его брата Уильяма, дядю Генри и многочисленных кузенов. Среди новичков можно было особенно отметить Эндрю Джеймсона, который впоследствии сыграет ключевую роль в превращении Jameson в подлинно успешный бренд.

### Эпоха купажирования
К началу 1890-х годов прибыли — впервые за историю компании — стали падать. В начале двадцатого века индустрия ирландского виски по-прежнему чувствовала себя неплохо. Дублинские винокурни связывали тесные партнерские отношения с Британией и всеми её колониями. Ирландский виски активно экспортировался в Индию, Австралию, Южную Африку и Канаду. Экспортные поставки виски в Америку также росли. Виски Jameson бочками покупали проверенные дистрибьюторы, а затем разливали его в бутылки и продавали в розницу. Лейбл «Jameson» стал символом качества и зрелости. Однако на Jameson, как и многих других ирландских винокурнях, упустили чрезвычайно важное новшество. Их преданность традиционным методам производства заставила их столкнуться с серьёзной проблемой. Индустрия виски вступила в эпоху купажирования. Широкое применение обрели ректификационные колонны Аэнаса Кофи. Быстрое и дешёвое производство зернового спирта, который производился в подобных колоннах, кардинально изменило рынок виски.
Первыми купажи стали делать шотландцы. Эндрю Ашер и Джеймс Чивас были первооткрывателями купажирования, смешав односолодовые спирты из перегонных кубов со спиртом из ректификационных колонн. В результате они получили более мягкий напиток, имевший два ключевых преимущества — он был дешевле (непрерывный цикл производства виски позволял делать в пятьдесят раз больше, нежели традиционный виски из перегонных кубов) и легче (зерновой виски смягчал агрессивный вкус односолодового).
Ирландские винокурни решили плыть против течения. В 1879 году Джон Джеймсон и другие ирландские производители опубликовали буклет «Правда о виски», в котором они утверждали, что купажированный виски попросту нельзя называть словом «виски» и что подобная «фальсификация» должна преследоваться по закону.
Винокурня John Jameson & Son оставалась ярым сторонником традиционного производства виски в перегонных кубах, но все их усилия оказались напрасны. Если в 1891 году чистая прибыль винокурни составила 116 000 фунтов стерлингов, то в 1897 году она уже снизилась до 108 000 фунтов, а годом позже упала до 96 000 фунтов.
Для того, чтобы выйти из этого затяжного кризиса, требовались серьёзные перемены и волевые решения. Как раз в это время у руля компании встал Эндрю Джеймсон.

### XX век
В первую очередь Эндрю инициировал преобразование компании в акционерное общество. Была проведена модернизация всего предприятия. В то же время новый руководитель отказался от планов по расширению производства, в надежде сбалансировать финансовые показатели компании. Однако все эти меры были все же недостаточны для того, чтобы на равных конкурировать с купажированным виски. Использование ректификационных колонн было только частью проблемы. Огромным препятствием стало сокращение экспортного рынка для ирландского виски в целом, которое было вызвано агрессивным продвижением шотландских виски и разрухой, оставленной первой мировой войной и последовавшими за ней событиями. В 1921 году Ирландия провозгласила независимость, а в 1922 году пережила кровопролитную гражданскую войну. К тому же, многие районы Дублина оказались разрушенными после знаменитого Пасхального восстания 1916 года, эпицентр которого находился недалеко от Боу Стрит. Винокурня Джеймсона не осталась в стороне от основных событий. Эндрю Джеймесон не только выступил посредником в мирных переговорах во время Войны за Независимость и Гражданской Войны, но также стал членом Ирландского Сената в 1922 году.
Дела на винокурне шли все хуже и хуже. John Jameson & Son были просто не в состоянии конкурировать с шотландцами. Последней каплей стало введение «сухого закона» в США. Из-за потери самого многообещающего рынка, доходы винокурни вновь стали снижаться. Едва John Jameson & Son оправились от американского «сухого закона», как грянула Вторая мировая война, в течение которой вискикурни испытывали острую нехватку зерна. Многие винокурни Ирландии разорились, и объём производимого виски резко сократился.
На протяжении последующего десятилетия ирландская виски индустрия стояла на грани полного исчезновения. Речь о борьбе за экспортные рынки уже даже не шла — производители ирландского виски отчаянно пытались сохранить свои позиции хотя бы внутри Ирландии.
Спасительное решение пришло в 1966 году. Три крупнейших ирландских производителя John Jameson & Son, John Power & Son и Cork Distilleries Company объединились, и на свет появилась компания Irish Distillers Ltd. В 1975 году старые заводы членов новой группы были закрыты, и производство всего виски было перенесено на современный завод в городе Мидлтон, где были сохранены традиционные технологии производства, которые отличают ирландский виски. С тех пор Jameson производится не в Дублине, а в графстве Корк, на юге Ирландии.
Несмотря на то, что слияние трех крупнейших ирландских компаний на время приостановило катастрофическое падение продаж ирландского виски, в эру международных гигантов и крупных корпораций Irish Distillers по-прежнему не могли чувствовать себя уверенными на мировом рынке. Поэтому в 1988 году компания с готовностью приняла предложение Pernod Ricard о присоединении к французской группе.
Вхождение в Pernod Ricard существенно облегчило доступ Jameson на мировые рынки посредством развитых каналов дистрибуции французского холдинга. Продажи впервые превысили 1 миллион ящиков в год, и бренд вошел в сотню самых продаваемых крепких спиртных напитков. В 2006 году продажи составили уже более 2 миллионов ящиков.